# Ignazio Calandrelli
Ignazio Calandrelli (* 27. Oktober 1792 in Rom; † 12. Februar 1866 ebenda) war ein italienischer Astronom, Mathematiker und Hochschullehrer. Nach ihm ist der Asteroid (8269) Calandrelli benannt, der am 17. August 1988 vom bolognesischen Observatorium San Vittore entdeckt wurde.

## Leben und Laufbahn
Calandrelli wirkte in Rom sowohl als Professor für Optik und Astronomie als auch in der Position des Direktors der Osservatorio Astronomico di Roma auf dem Kapitol und nahm von 1845 bis 1848 eine ähnliche Aufgabe auch in Bologna wahr. Er arbeitete dabei mit seinem Neffen Giuseppe Calandrelli (1749–1827), der ebenfalls in Rom als Physiker und Astronom tätig war, zusammen.

## Wissenschaftliche Arbeit
Calandrelli befasste sich in seinen wissenschaftlichen Arbeiten hauptsächlich mit  Positionsastronomie. Er bereitete einen  Sternenkatalog vor und lieferte zahlreiche Planetenbahnberechnungen, insbesondere zu den Bahnen von Kleinplaneten und Kometen.